# مسابقات فرمول یک فصل ۲۰۰۳
مسابقات فرمول یک فصل ۲۰۰۳ در سال ۲۰۰۳ میلادی برگزار شد. در این مسابقات میشائل شوماخر (به انگلیسی: Michael Schumacher) از تیم اسکودریا فراری و با موتور فراری به قهرمانی رسید  و در مجموع صاحب ۹۳ امتیاز شد.